# Poecilocloeus cornutus
Poecilocloeus cornutus är en insektsart som beskrevs av Marius Descamps 1980. Poecilocloeus cornutus ingår i släktet Poecilocloeus och familjen gräshoppor. Inga underarter finns listade i Catalogue of Life.